# Luchthaven Charkov
Luchthaven Charkov of Charkov International Airport (Oekraïens: Міжнародний аеропорт "Харків") is een vliegveld in Charkov in Oekraïne.
Het vliegveld werd in de jaren '50 aangelegd in het zuidoosten van de stad in het Kominternovskij district. Met het oog op de organisatie van het Europees kampioenschap voetbal 2012, waarbij Charkov een van de speelsteden was, werd in 2008 gestart met een grote renovatie en uitbreiding van het vliegveld die werd uitgevoerd door investeerder Alexander Yaroslavsky. Er kwam een nieuwe terminal voor 800.000 passagiers per jaar en het vliegveld kan nu ook types als de Airbus A320 en de Boeing 737 ontvangen. De verbouwing was eind 2011 gereed. Het vliegveld sluit, behalve via buslijnen, niet aan op de Metro van Charkov.

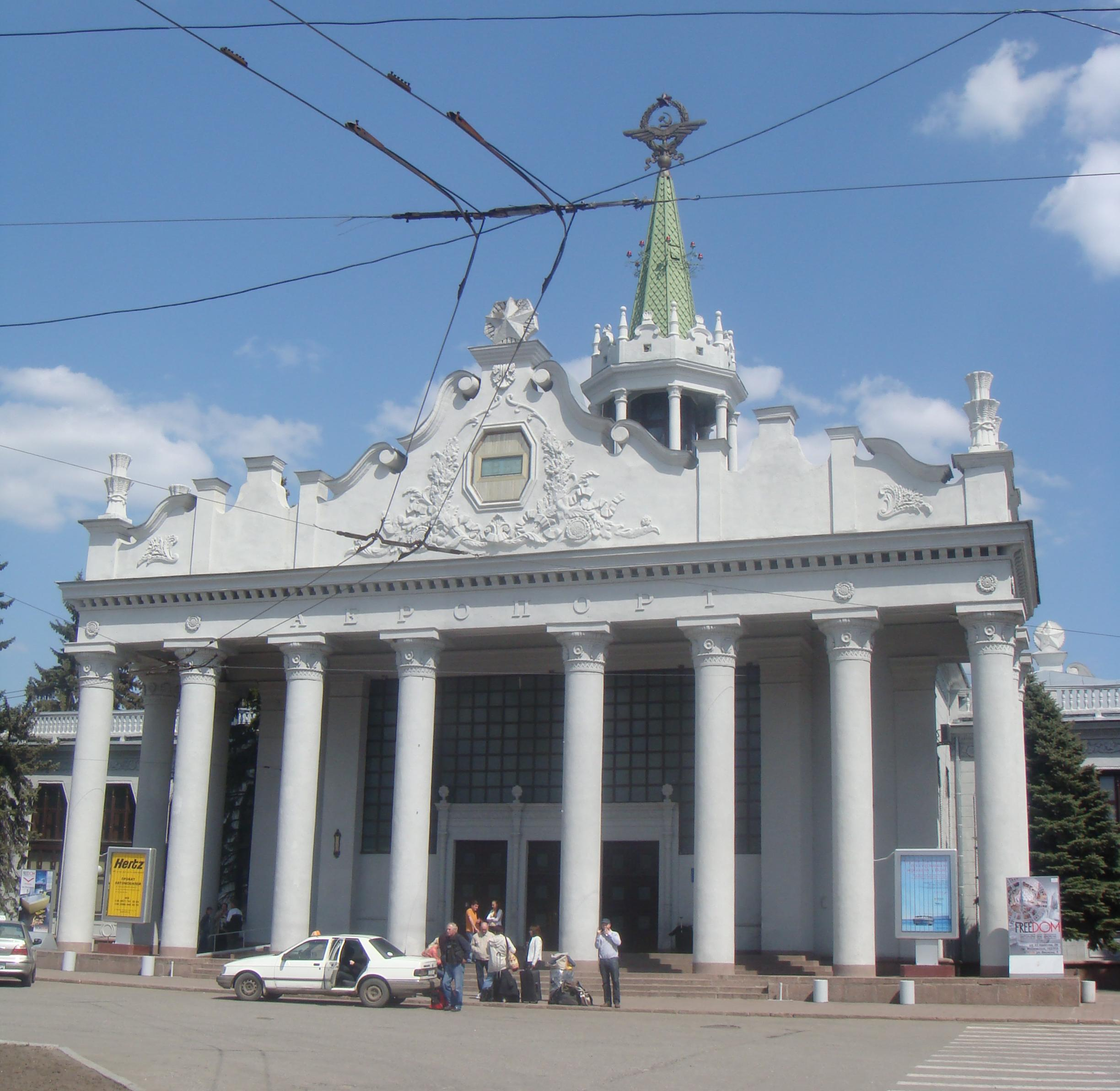
Oude terminal van Luchthaven Charkov, nu VIP ontvangstruimte

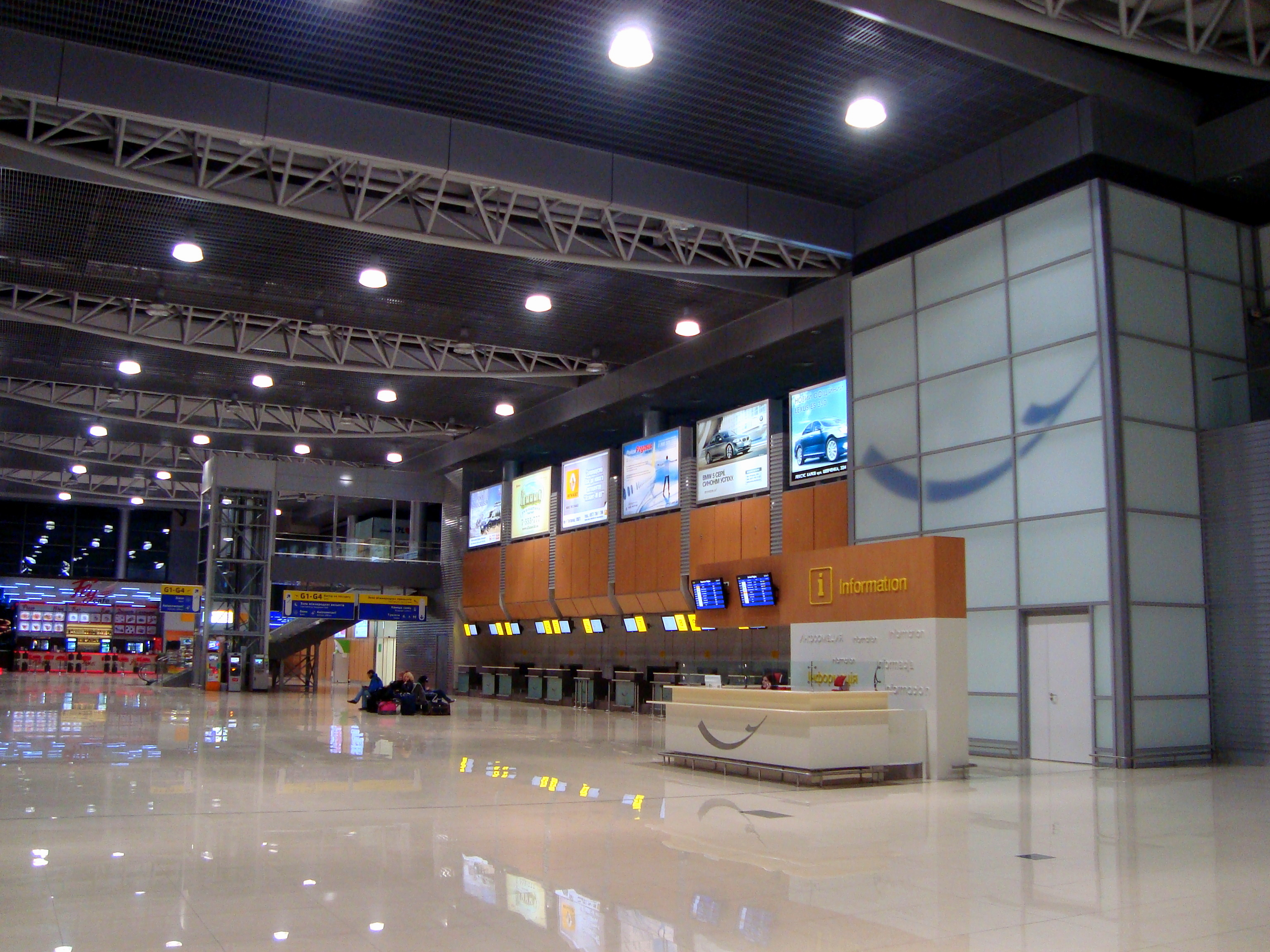

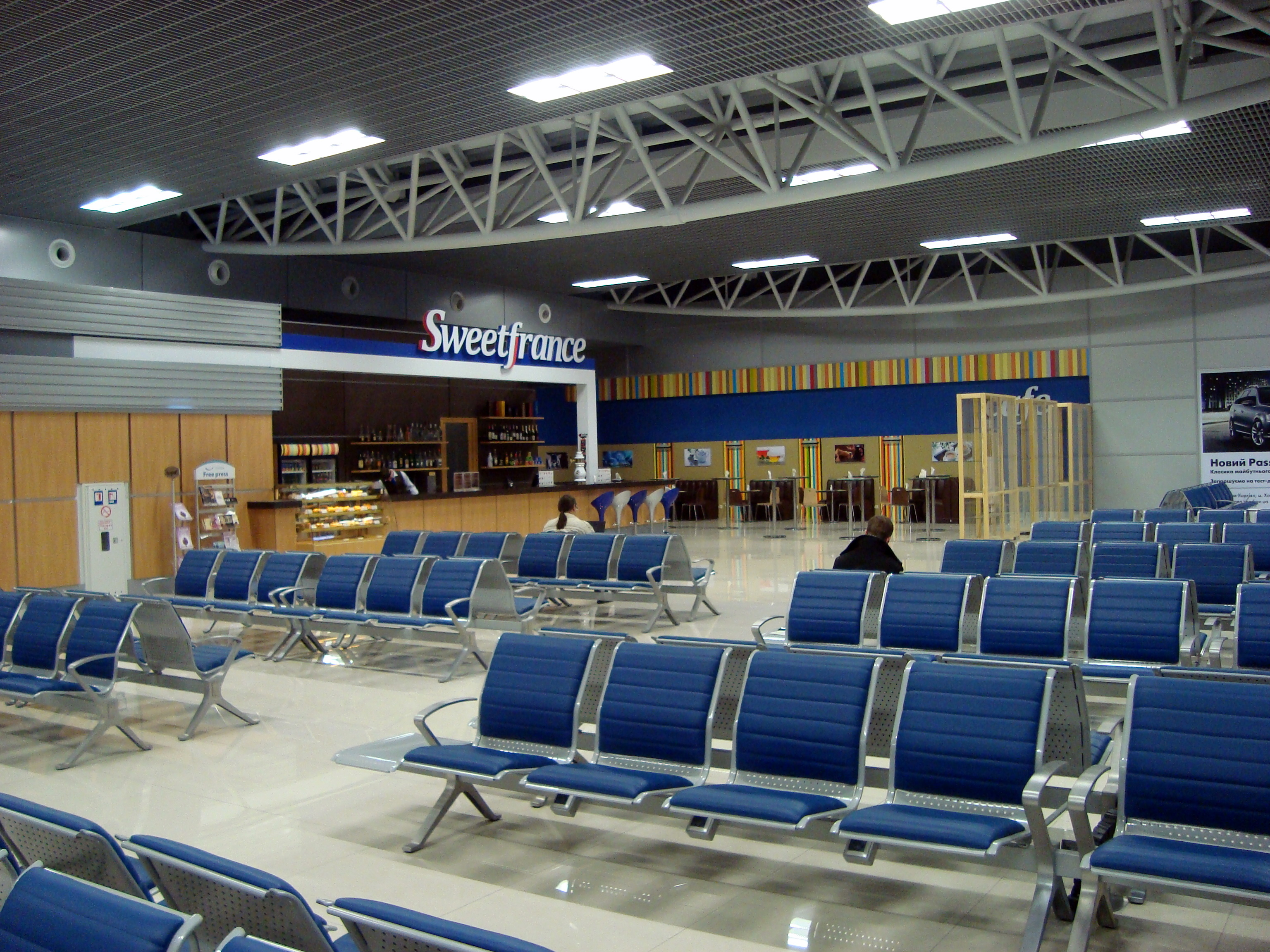
Vertrekhal van de nieuwe terminal